# Maya Albana
Maya Albana (født 1973) er en dansk sanger, forfatter og instruktør.
I 1990'erne hittede hun i Danmark sammen med Carsten Krøyer i bandet Nice Device. Senere gik hun solo og har udgivet flere album.
Sammen med Strawberry Slaughterhouse indspillede hun nummeret "Mandag", der blev udgivet på albummet Rimlig rar rimlig rå (1996), der blev udgivet at DR's Børneradio.